# Alex Aranzábal Mínguez
Alex Aranzábal Mínguez (Eibar, 24 de maig de 1974) és un economista, directiu d'empreses i professor universitari basc, president de la SD Eibar de 2009 a 2016, club de futbol de la Primera Divisió d'Espanya. És Doctor en Economia i Direcció d'empreses per la Universitat de Deusto, després de defensar una tesi doctoral en la qual s'analitza, mitjançant l'estudi de 285 directius, el model de gestió cooperatiu basc, únic al món. És professor a diverses universitats, en el Curs Superior Universitari de Gestió Esportiva FIFA/CIES i a l'IESE. Va ser Directiu del Grup EITB (Radio Televisió Pública Basca) entre 2009 i 2013, període en el qual va dirigir diversos cursos d'estiu i va coordinar la publicació d'un llibre sobre la televisió pública. Va ser directiu de l'operador petrolífer AVIA Energies a la seva seu a Espanya. Aranzábal és membre de la família fundadora de la centenària empresa AYA Aguirre-Aranzábal.

## Presidència de l'Eibar
Alex Aranzábal va començar com a Directiu de la SD Eibar el 2005 en la Junta que presidia Jaime Barriuso. Va ser elegit president el gener de 2009, amb 34 anys, la qual cosa el va convertir en el president més jove del futbol professional a Espanya.
Durant el seu mandat, l'equip va romandre quatre temporades en Segona B (de 2009 a 2013) en les quals va disputar quatre play-off d'ascens consecutius, una en Segona A (2013/2014) i en l'actualitat milita a la primera divisió per primera vegada des de la fundació de l'entitat, el 1940.
El juliol de 2014 el club va aconseguir ampliar el seu capital de manera significativa: necessitava aconseguir un capital de 2,1 milions d'euros (enfront dels 422.253 dels quals disposava prèviament) per poder seguir en el futbol professional, la qual cosa es va aconseguir gràcies a una campanya de màrqueting i crowdfunding. La SD Eibar va ser capaç de reunir els dos milions d'euros mitjançant la campanya de crowdfunding, aconseguint una majoria d'aportacions de 50 euros, que va sumar més de deu mil petits accionistes de 69 països i quatre continents diferents. Aquesta campanya va ser premiada per l'Associació del Dret Esportiu d'Euskadi el 2015.
El juliol de 2015 el club va viure la seva època més polèmica després d'ascendir a primera divisió a causa del descens administratiu de l'Elx CF, que va suposar el primer cas de descens administratiu d'un club de Primera en la història del futbol espanyol.
Al novembre de 2014, el Club va engegar el pla Ipurua Tallarra (Taller d'Ipurúa), un projecte presentat a l'Escola d'Armeria d'Eibar que consistia en l'ampliació de l'estadi, la creació d'espais a l'interior destinats a impartir els estudis per a la titulació d'entrenador oficial de la UEFA i altres matèries a través de convenis amb diferents universitats; espais i sales de reunions per a la ciutadania. El projecte incloïa també la creació d'un museu, un aparcament cobert i una botiga oficial del club. Ipurua Tallarra va ser presentat com una experiència pionera per a la integració del futbol amb l'entorn, amb la finalitat d'afavorir la regeneració urbana del barri d'Ipurua, encara que es va trobar amb l'oposició d'alguns col·lectius veïnals de la ciutat.
Aranzábal va dimitir al maig de 2016, un any abans de la fi del seu mandat, al·legant cansament, encara que es va assenyalar com a possible motiu les diferències que mantenia amb membres del consell directiu de la SD Eibar. Fou succeït en el càrrec per Amaia Gorostiza Telleria.
Després de la seva marxa, el club estava a primera divisió, sense deute i amb beneficis. La gestió en la presidència d'Aranzábal s'ha consolidat amb el nom de Model Eibar, caracteritzat per una gestió econòmica professional al costat de la defensa dels valors del futbol tradicional i la conservació de la identitat del club, que va cridar l'atenció de mitjans de comunicació nacionals i internacionals. El Model Eibar va ser inclòs per l'IESE com a cas d'estudi en l'ensenyament de gestió econòmicoesportiva en aquesta Escola de Negocis.

## Altres activitats
Al setembre de 2016 el seu nom va sonar amb força com a candidat a la Presidència de la Lliga de Futbol Professional.
A partir de juliol de 2018, accedeix a la presidència de l'empresa centenària AYA Aguirre y Aranzabal, Es tracta de la quarta generació dels Aranzabal en l'empresa.

## Publicacions
- Aranzabal, A. "Vivir dos Veces" (2019) Penguin Random House - Conecta.
- From Crisis to Extraordinary.[9]
- Aranzábal, A. y Gárate Ormaechea, J.E.. El Modelo Eibar.  La Esfera de los Libros, 2015.
- Aranzábal, A. (coord). Televisión pública: transformación, financiación y democracia..  Hariadna, 2012.
- AAVV. Los valores y el desarrollo empresarial. Nuevos extractos de la Real Sociedad Bascongada de los Amigos del País..  uplemento 18-g del Boletín de la RSBAP, 2009.
- Aranzábal, A.. Tesis doctoral. Los Valores Humanos y la Dirección Empresarial. Estudio Empírico a los Directivos de Mondragón Corporación Cooperativa (mcc)..  Universidad de Deusto, 2005.